# Bundesdenkmal des Bundes Deutscher Radfahrer

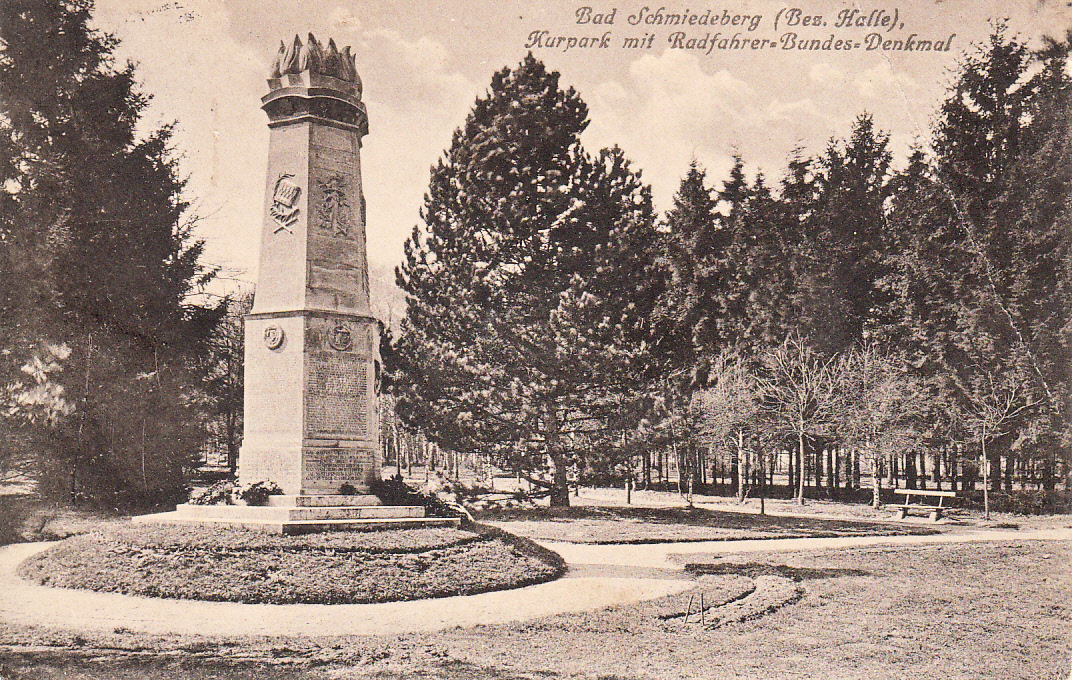
Das „Radfahrer-Bundes-Denkmal“ im Kurpark, 1930

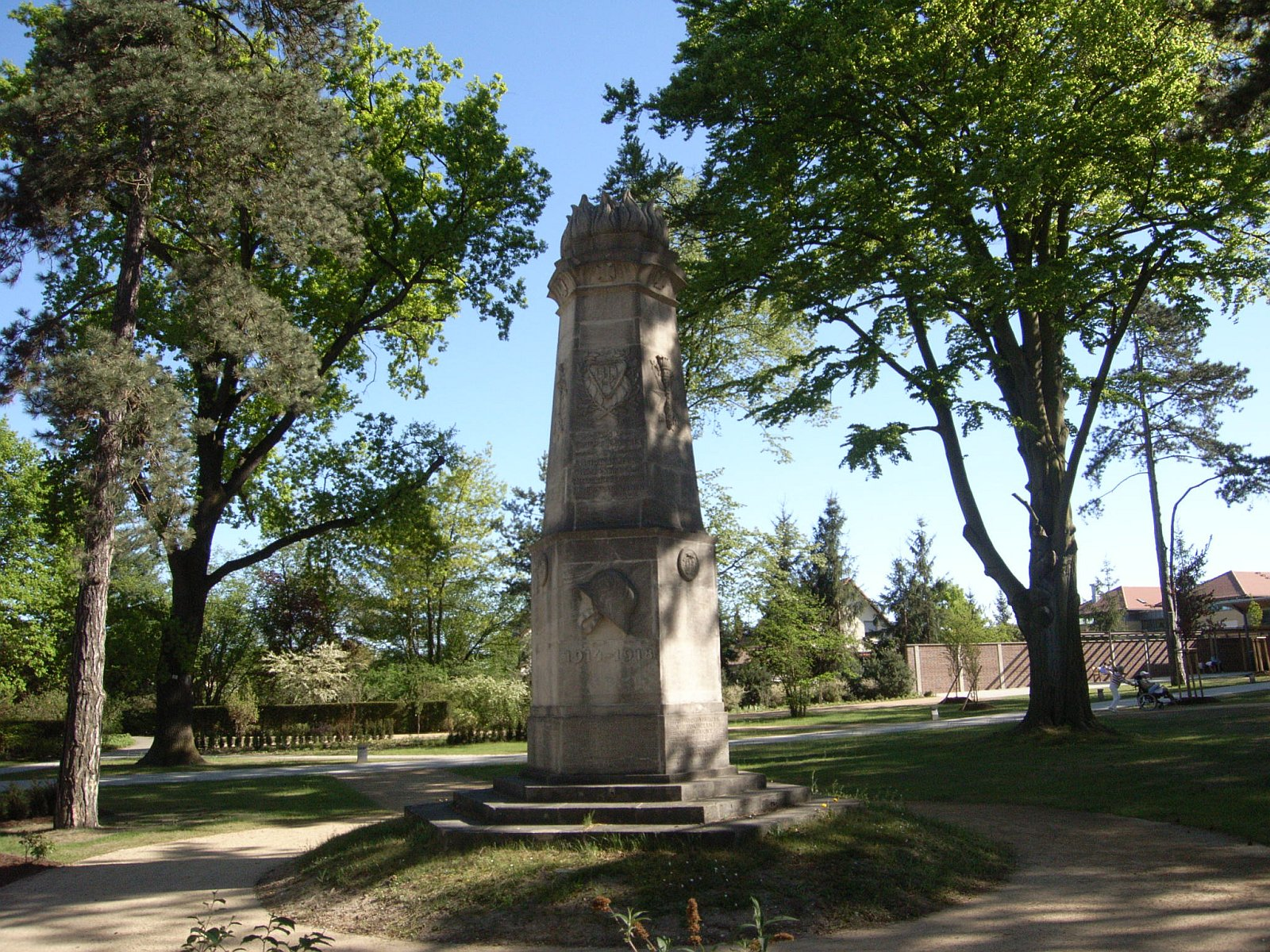
Radfahrer-Denkmal, 2007

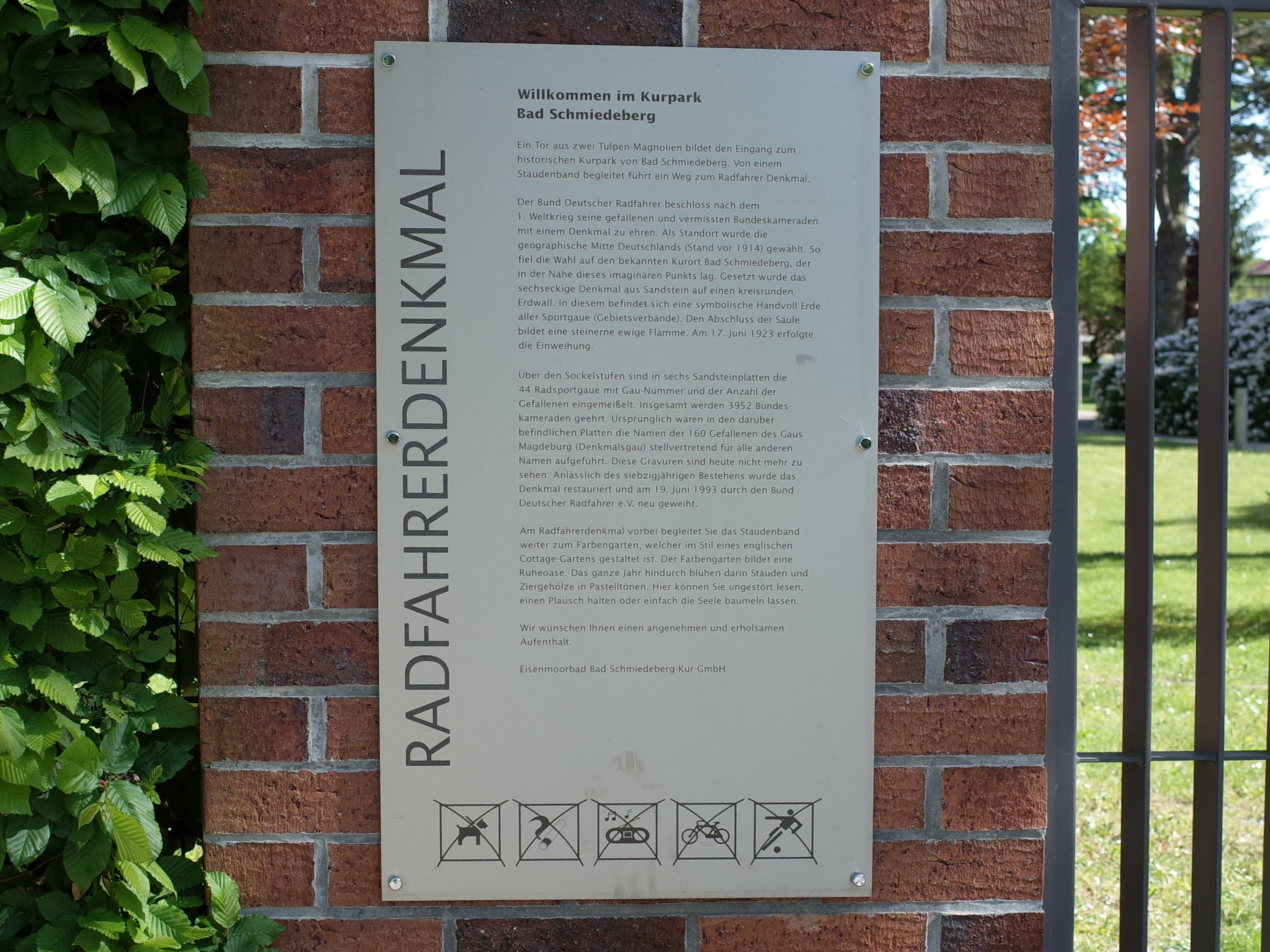
Informationstafel am Kurpark

Das Bundesdenkmal des Bundes Deutscher Radfahrer befindet sich im Kurpark von Bad Schmiedeberg. Das denkmalgeschützte Kriegerdenkmal ist seit dem Jahr 2020 im Denkmalverzeichnis von Sachsen-Anhalt mit der Erfassungsnummer 094 35428 001 auch separat als „Teilobjekt eines Baudenkmals – Kleindenkmal“ eingetragen.

## Geschichte
Das Denkmal wurde vom Bund Deutscher Radfahrer durch Spendensammlungen finanziert und am 17. Juni 1923 in der Anwesenheit von mehreren Tausend Radfahrern aus ganz Deutschland eingeweiht. Für Bad Schmiedeberg entschied man sich aufgrund der zentralen Lage in Deutschland im Jahr 1914.
Als Hauptziele des Denkmals formulierte einer der Initiatoren:
- Erinnerungen an die Gefallenen des Ersten Weltkriegs
- Mahnung zur Einigkeit des deutschen Radsports
- Dokumentation der Radfahrertreue
- Zeugnis von Heimat- und Vaterlandsliebe

Es ist den zwischen 1914 und 1918 gefallenen und vermissten 3952 Bundeskameraden gewidmet. Nach der Wende wurde es restauriert und am 19. Juni 1993 anlässlich des 70. Jahrestages neu eingeweiht. Zum 100. Jahrestag fand eine Sternfahrt zum Denkmal statt. Kurz darauf wurde eine erneute Restaurierung beschlossen.

## Beschreibung
Auf einem künstlichen Hügel sowie einem abgestuften, sechseckigen Fundament steht die ebenfalls sechseckig gestaltete Stele, deren Oberteil mit Flammen verziert ist, womit das Aussehen des Denkmals an eine Fackel angelehnt wird. Über die Stele verstreut finden sich verschiedene Relief-Darstellungen, darunter Eiserne Kreuze, ein Logo des Bundes Deutscher Radfahrer, das in Laub gebettet wurde, ein gen Boden gerichtetes und von Vegetation umranktes Schwert, eine ähnlich umrankte Fackel, eine Fahne oder auch verschiedene Kränze, darunter von der Allgemeinen Radfahrer-Union. Aufgrund der hohen Todeszahlen wurden nicht die Namen der Toten und Vermissten angebracht, sondern am Sockelstein die einzelnen Sport-Gaue des Bundes vermerkt. Hinter jedem der mehr als 40 Gaue findet sich eine Zahl, die zwischen eins (Lübeck) und 445 (Dresden) schwankt.
Die Hauptinschrift lautet:
Darunter befindet sich ein Stahlhelm sowie die Angabe 1914 – 1918. Eine weitere Inschrift an der Rückseite weist Paul Horn als Urheber aus: IN GROSSER ZEIT ERDACHT / IN SCHWERSTER ZEIT VOLLBRACHT / PES. PAUL HORN HALLE S.

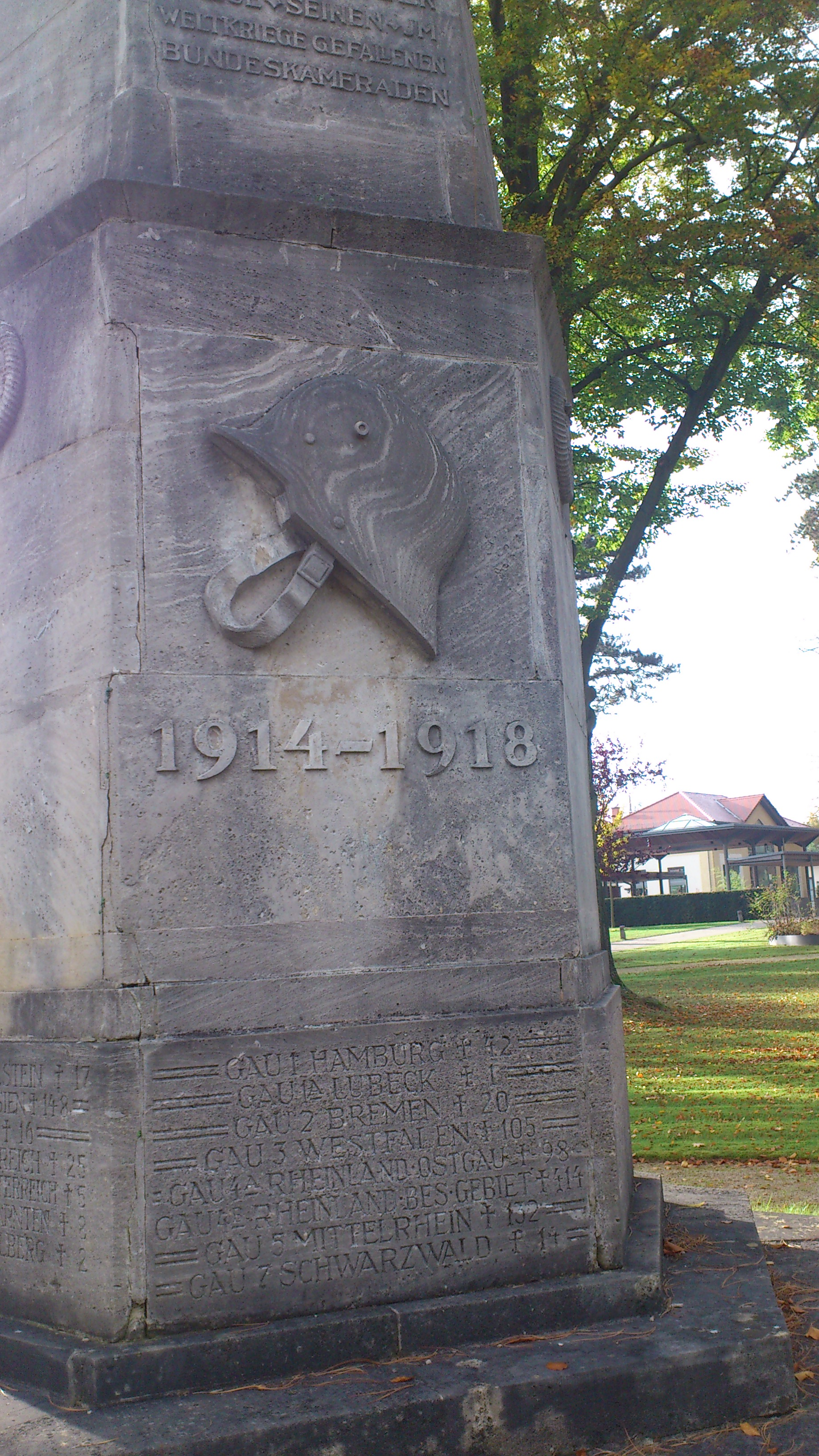
Seitenansicht 1
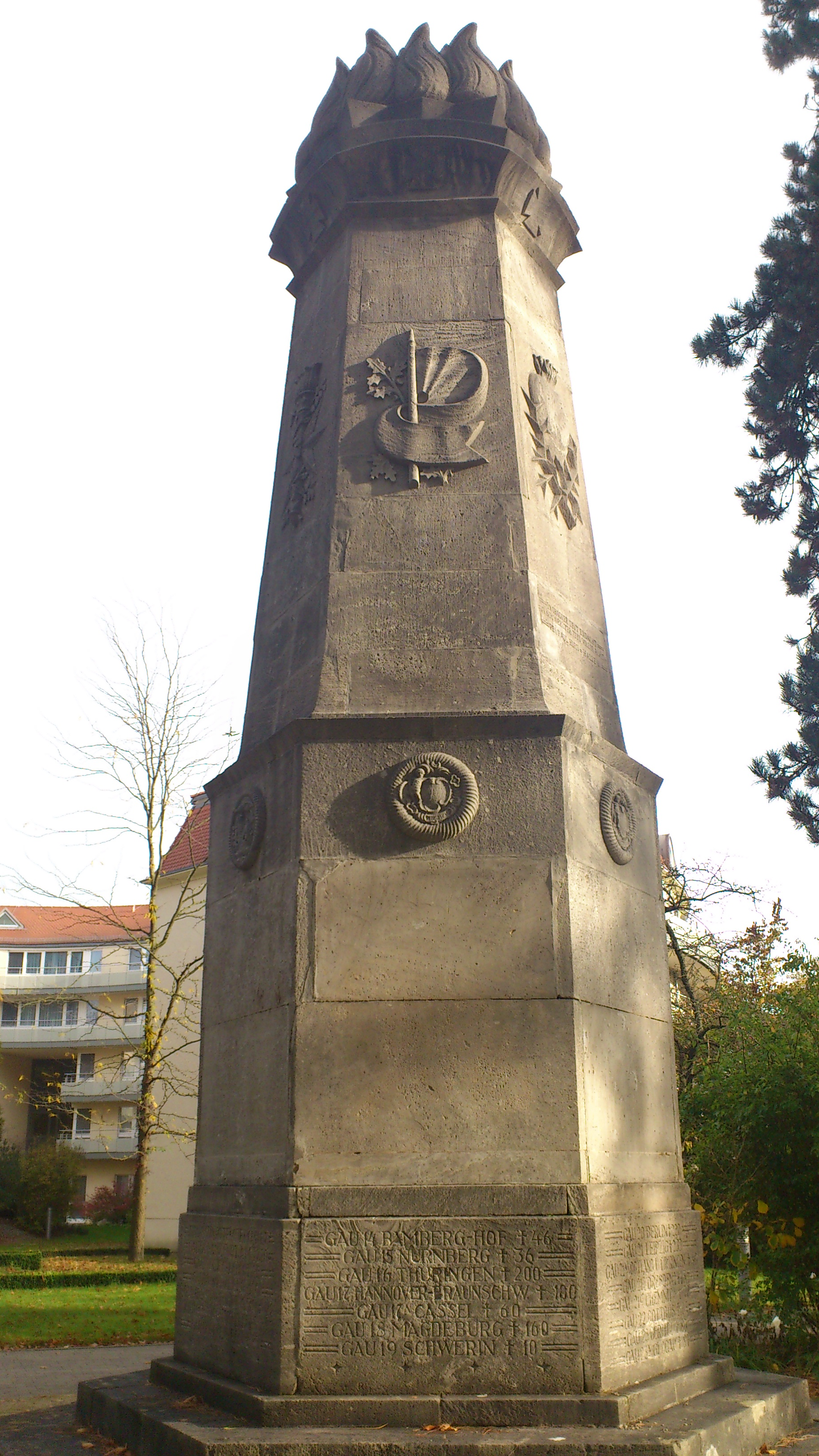
Seitenansicht 2
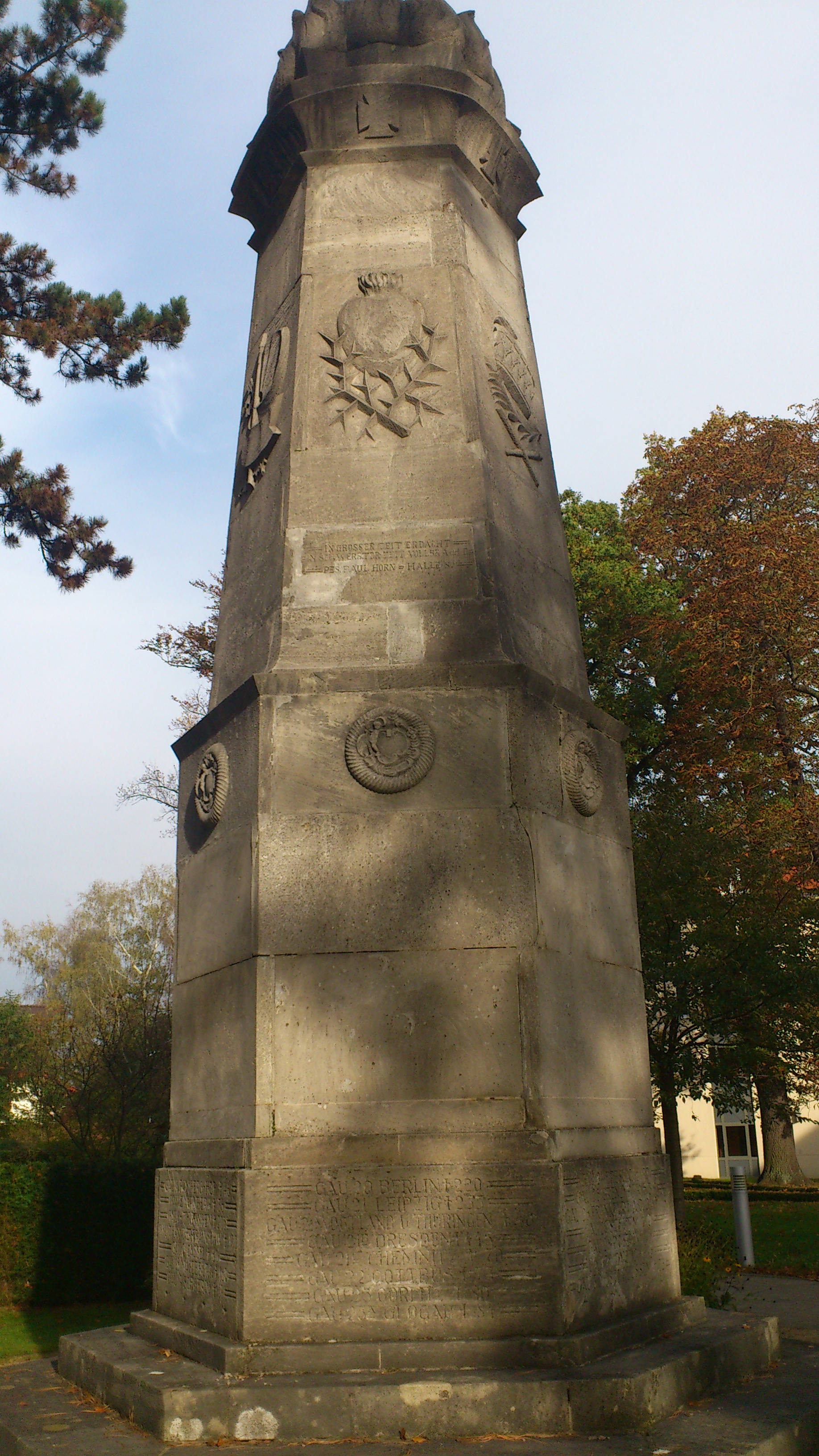
Seitenansicht 3
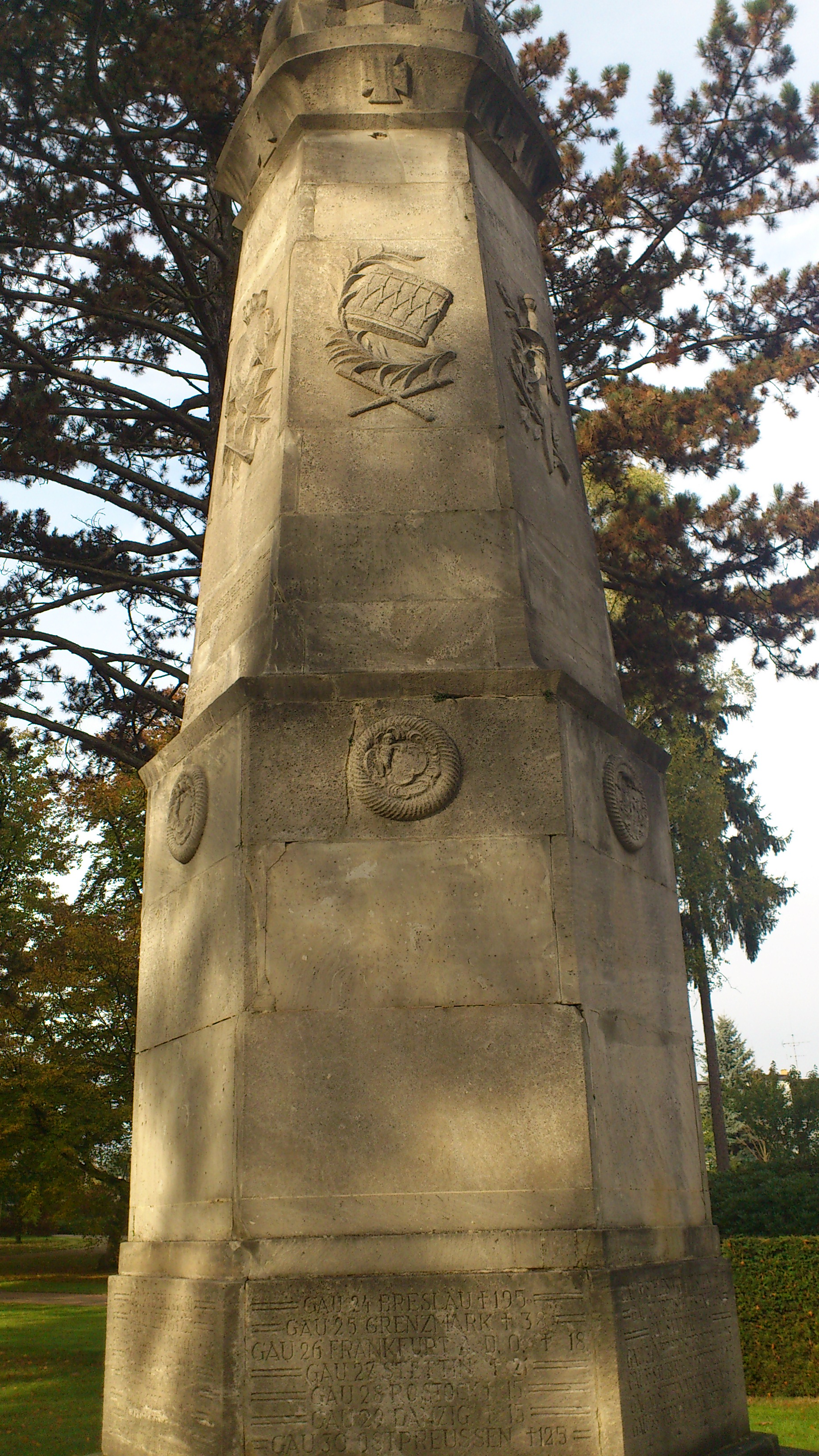
Seitenansicht 4
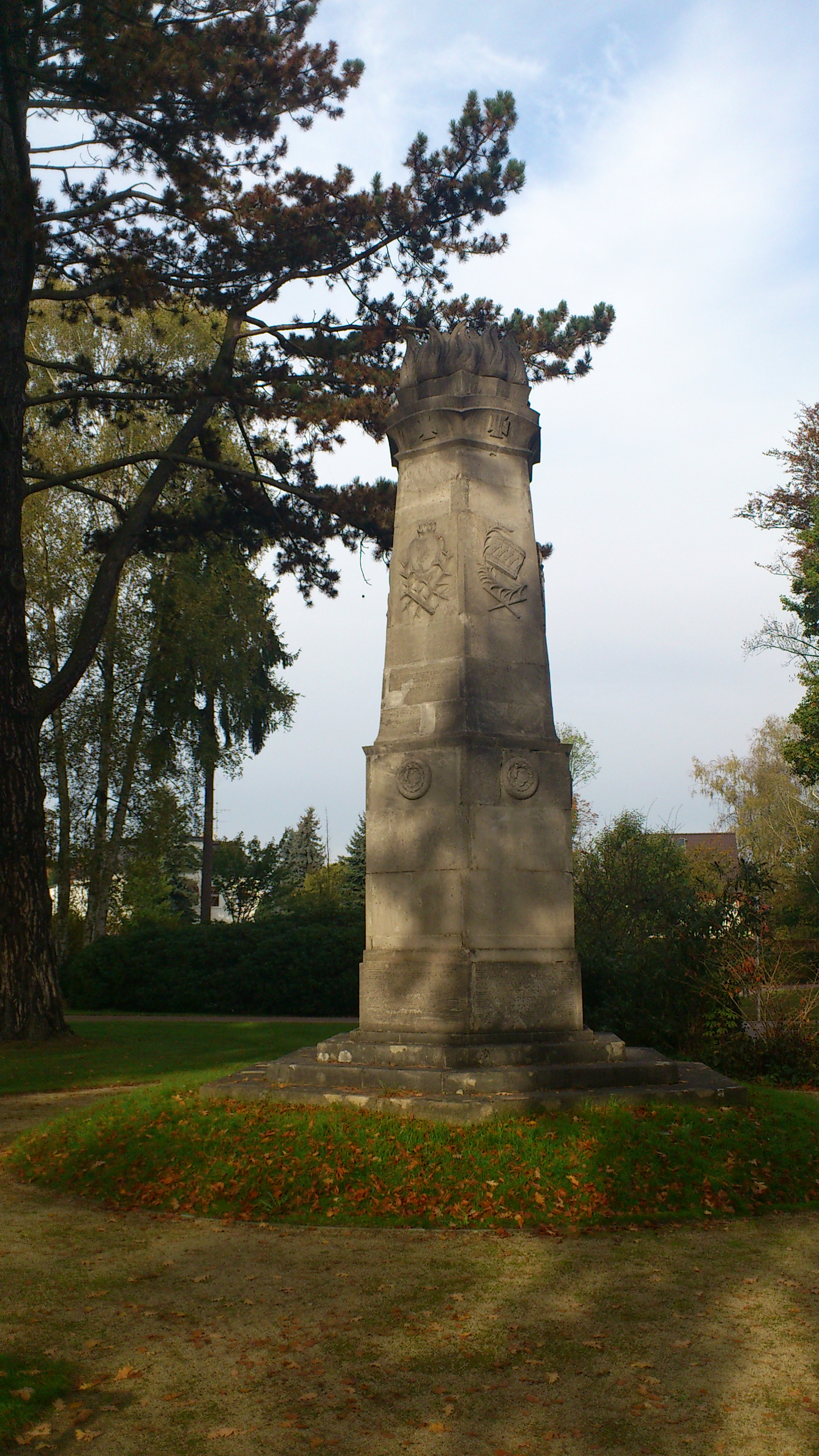
Seitenansicht 5
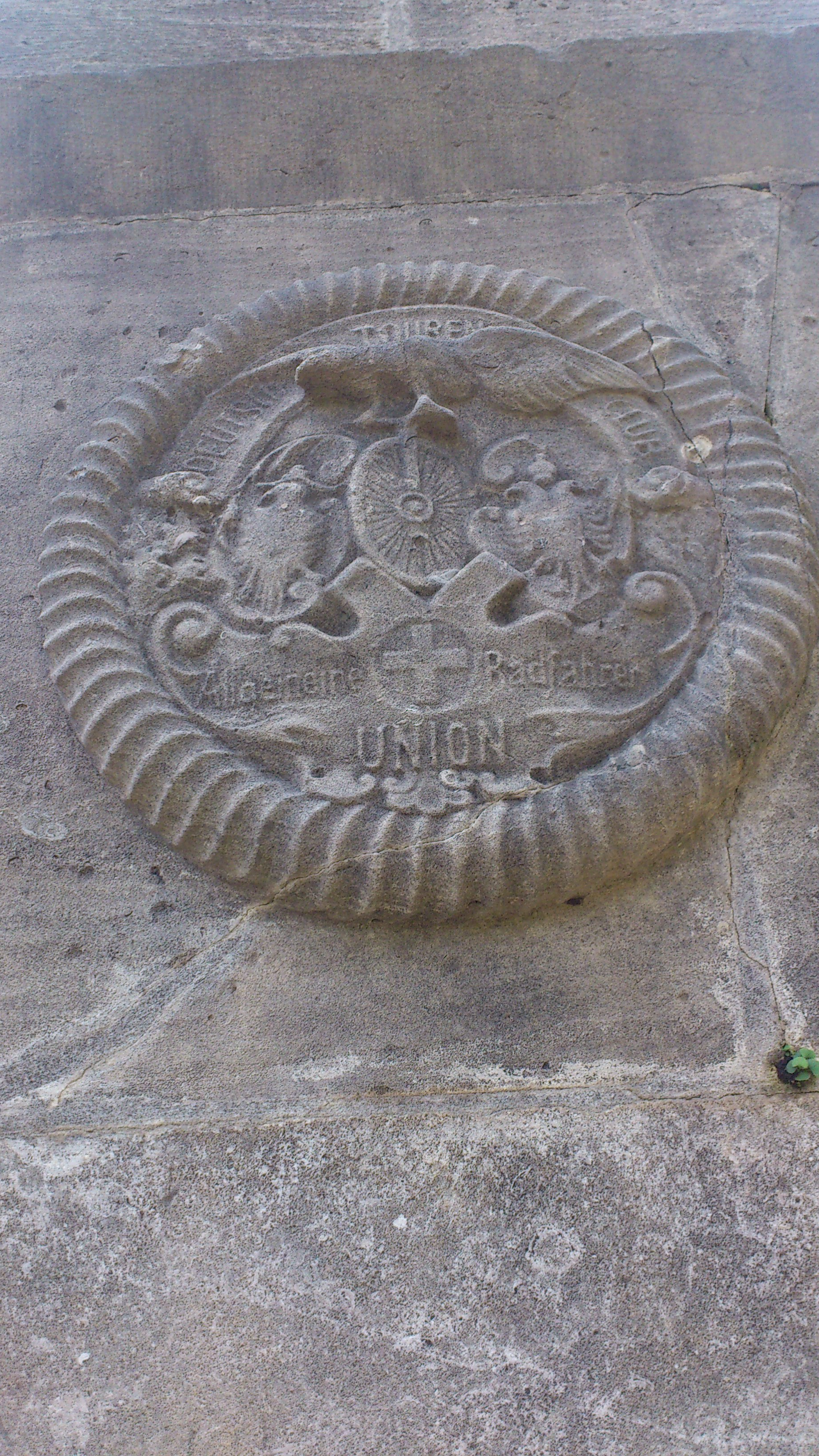
Seitenansicht 6

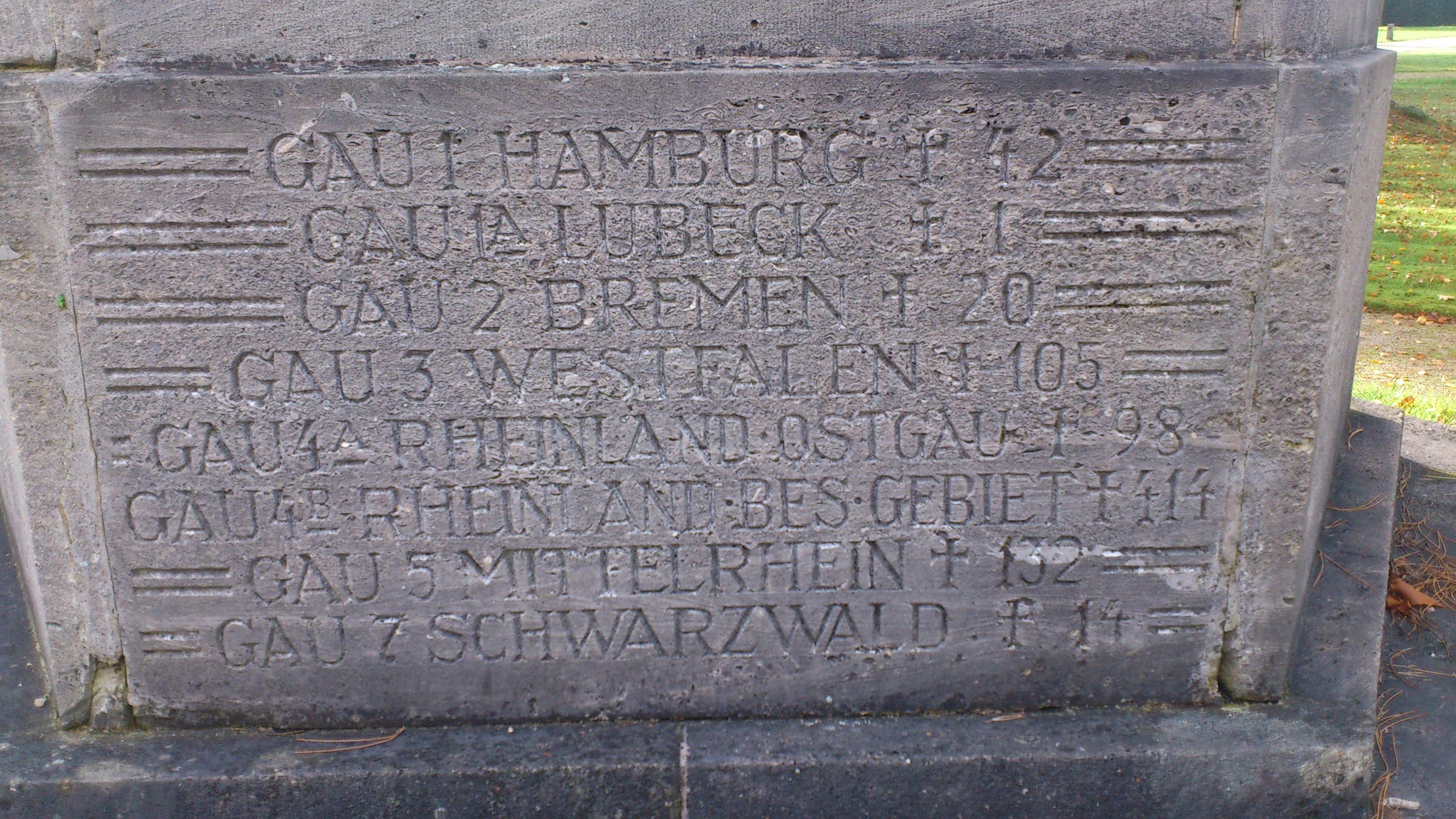
Sockelinschrift 1
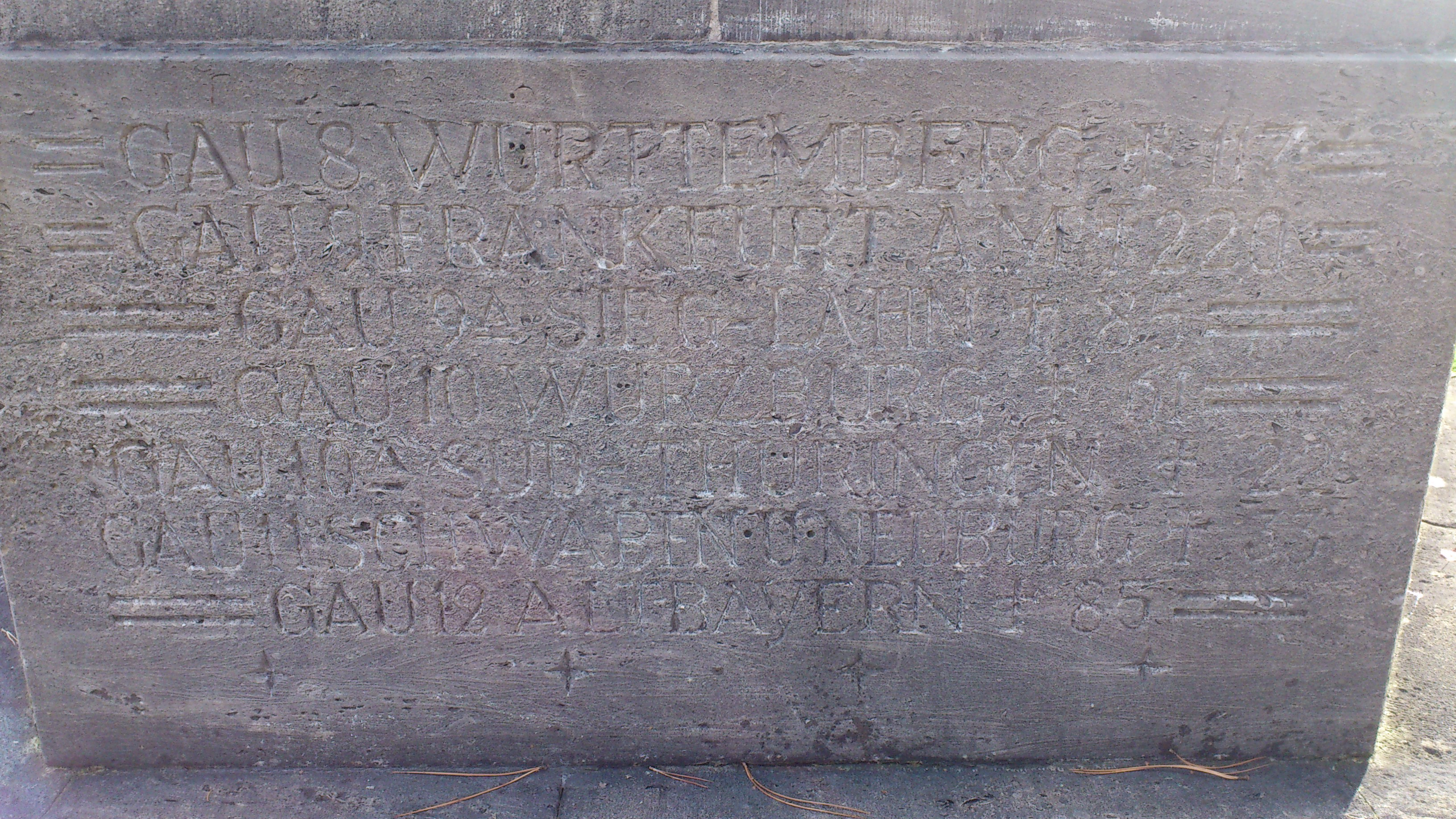
Sockelinschrift 2
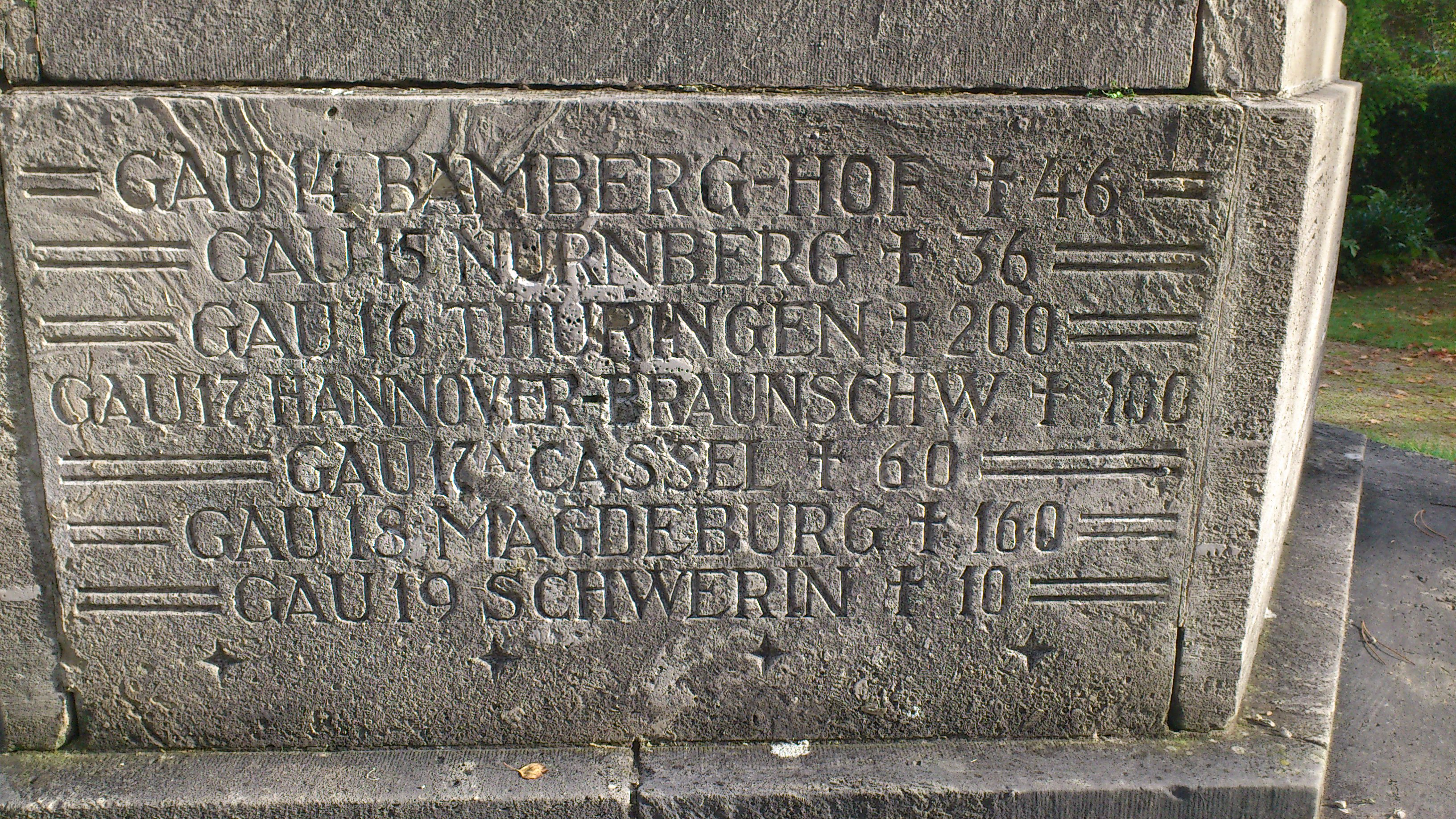
Sockelinschrift 3
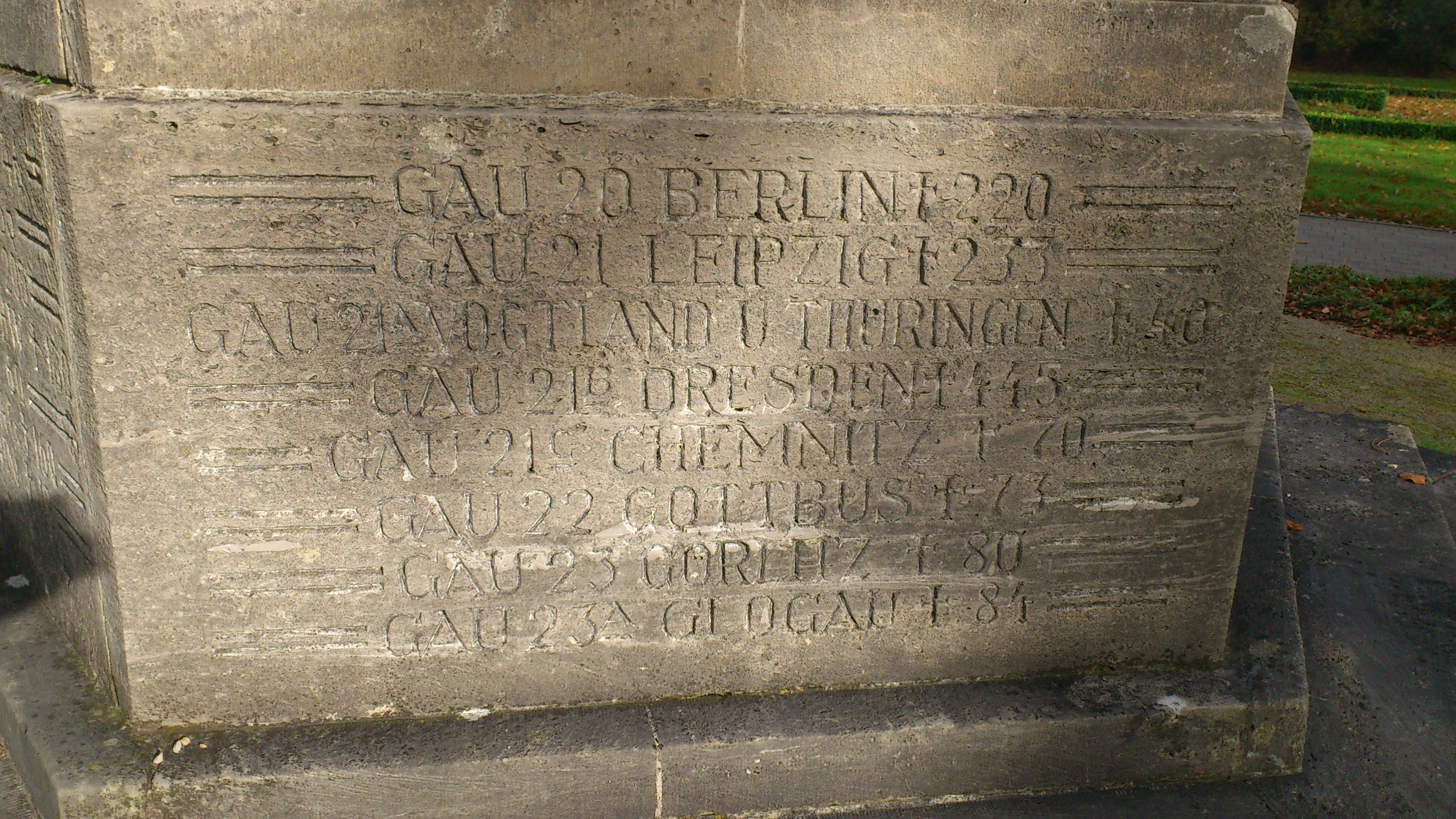
Sockelinschrift 4
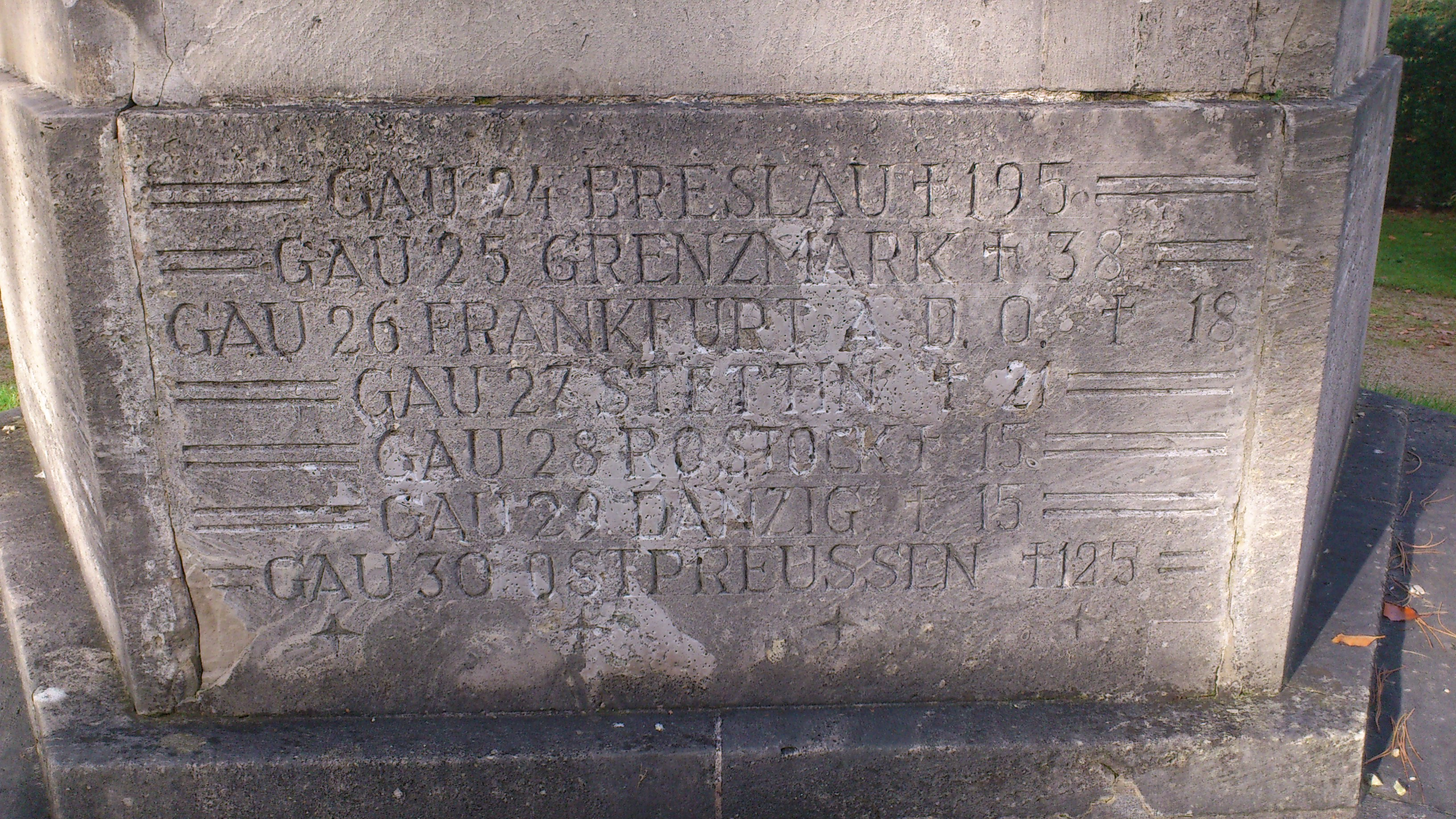
Sockelinschrift 5